# Berna Carrascová
Berna Carrascová (španělsky Berna Carrasco Araya de Budinich, někdy též psána jako Carasco; 19. prosince 1914, San Bernardo – 7. července 2013) byla chilská šachistka. Jejím manželem byl Pedro Antonio Vladimiro Budinich Raguzin, se kterým měla dvě děti (dceru a syna).
Na turnaji o titul mistryně světa v šachu roku 1939 v Buenos Aires získala bronzovou medaili, když skončila na třetím místě za vítěznou Věrou Menčíkovou a druhou Sonjou Grafovou.
Roku 1954 jí FIDE udělila titul mezinárodní mistryně. Roku 1955 se probojovala do turnaje kandidátek mistrovství světa v Moskvě, kde však skončila na posledním dvacátém místě. Roku 1966 se jako jediná žena zúčastnila šachové olympiády v Havaně. Ještě roku 1979 se zúčastnila mezipásmového turnaje žen v Alicante, kde skončila šestnáctá.
Do své smrti byla nejstarším žijícím nositelem nějakého titulu FIDE.

## Výsledky na MS v šachu žen
| Rok  | Turnaj                           | Místo        | Výsledek  | Pořadí |
| 1939 | 7. mistrovství světa v šachu žen | Buenos Aires | +15 =1 =3 | 3.     |